# 西教寺 (和泉市)
西教寺（さいきょうじ）は、大阪府和泉市にある浄土真宗本願寺派の寺院。

## 歴史
創立については、泉井上神社文書の「元禄拾一年泉州泉郡/南郡　御領分自社改帳」（「和泉市史第2巻」）に、
とあり、文禄3年（1594年）以前に遡るという。寛文4年（1665年）木沸免許、同10年（1670年）から西教寺の寺号を公称した。西教寺公称前は、京都・三哲の「福専寺門徒和泉國和泉郡王子村惣道場」と呼ばれていた。しかし、寺伝では延宝元年（1673年）の創建という。この点は木沸免許・西教寺公称と矛盾することになるので、延宝元年に、寺院として本堂が建立されたことを指すものと思われる。その後、元禄6年に三朝高僧像、上宮太子尊形、宝暦5年には前住湛如御影を授受している。当時はもと信太山谷之落合筋に在ったが、元禄11年（1698年）の南王子村の人々の屋敷地移転とともに、寺も現在地に移転・移築した（「和泉市史第2巻」）。さらに文化7年（1810年）に表門・太鼓楼・庫裡・経蔵・脇門・鐘楼・式台玄門が整えられ、現在の境内には、本堂・表門・脇門・鐘楼・太鼓楼・式台玄関の近世建築が残されており、広い境内地を有している。先の元禄拾1年「寺社改帳」にみえる境内地は三拾六坪とあるので、移転前のものと思われる。
現本堂は、文化5年（1808年）に再建されたものである。

### 沿革
- 1594年（文禄3年） - 太閤検地帳に賦課免除記載　京都・三哲・福専寺門徒惣道場
- 1665年（寛文5年） - 本願寺木佛許可
- 1670年（寛文10年） - 本願寺木佛拝受　西教寺と公称
- 1673年（延宝元年） - 本堂建立
- 1698年（元禄11年） - 南王子町の移転に伴い、当地に移転・移築
- 1750年（寛延3年）	- 寛延本堂再建
- 1806年（文化3年） - 文化大修理斧立
- 1808年（文化5年） - 文化大修理竣工
- 1827年（文政10年） - 文政の修理
- 1860年（萬延元年） - 桜田門外の変
- 1866年（慶応2年） - 京都・三哲・福専寺より本願寺直末寺に
- 2012年（平成24年） - 平成大修理着工

## 西教寺と桜田門外の変
桜田門外の変で大老井伊直弼に切りつけた水戸浪士の一人が、江戸から遠く離れたここ西教寺で匿われ、地域の子共達のために寺小屋で教えていたと伝えられている。明治維新後の明治6年（1873年）には、現在の和泉市立幸小学校の前身である第九七番小学校仮校舎が西教寺内に設けられた。

## 文化財
大阪府指定天然記念物
西教寺のいぶき - 樹齢500年～600年
登録有形文化財(建造物)
本堂
式台玄関及び書院
上書院
手水屋
大門及び築地塀
門柱及び鉄柵
鐘楼
経蔵
太鼓楼
東門
北門